# Anastoechus barbatus
Anastoechus barbatus är en tvåvingeart som beskrevs av Osten Sacken 1877. Anastoechus barbatus ingår i släktet Anastoechus och familjen svävflugor. Inga underarter finns listade i Catalogue of Life.